# Правительство Д’Алема (второе)
Второе правительство Д’Алема (итал. Governo D'Alema II) — 55-е правительство Итальянской Республики, действовавшее с 22 декабря 1999 по 25 апреля 2000 года под председательством Массимо Д’Алема.

## Общие сведения
Третье правительство, сформированное парламентом XIII созыва, сменило Первое правительство Д’Алема.

## История
Правительство принесло присягу 22 декабря 1999 года после отставки предыдущего кабинета Д’Алема, вызванной накопившимися проблемами и изменениями в составе правительственной коалиции — в июле 1999 года свою поддержку отозвали Объединённые христианские демократы Рокко Буттильоне, а в декабре — Демократический союз за Республику Франческо Коссиги; тогда же Итальянские демократические социалисты потребовали сменить премьер-министра. При этом в октябре появилась возможность ввести в правительство представителей партии «Демократы».
17 апреля 2000 года состоялись региональные выборы, принесшие победу правоцентристам. Полюс свобод и Лига Севера потребовали отставки правительства. 25 апреля приступило к отправлению своих полномочий второе правительство Амато.

## Список

### Аппарат правительства
| Ведомство                 | Имя                                                | Младшие статс-секретари аппарата правительства |
| ------------------------- | -------------------------------------------------- | --- |
| Аппарат Совета министров  | Председатель Совета министров Массимо Д’Алема (ЛД) | Энрико Луиджи Микели (ИНП) — секретарь Совета Министров Марко Миннити (ЛД) — издательская и информационная деятельность, Церковный юбилей 2000 года, ИКСИБ Стефано Пассильи (ЛД) — инновации и технологии |
| Дела регионов и автономий | Министр без портфеля Катя Беллилло (ПИК)           | Лучано Кавери (ФЗ) |
| Государственная служба    | Министр без портфеля Франко Бассанини (ЛД)         | Раффаэле Кананци (ИНП) Адриана Виньери (ЛД) — с 30.12.1999 |
| Равные возможности        | Министр без портфеля Лаура Бальбо (Независимая)    | Отсутствует |
| Связи с Евросоюзом        | Министр без портфеля Патриция Тойа (ИНП)           | Отсутствует |
| Связи с парламентом       | Министр без портфеля Агацио Лойеро (СДЕ)           | Элена Монтекки (ЛД) |
| Институциональные реформы | Министр без портфеля Антонио Макканико (Д)         | Дарио Франческини (ИНП) |
| Социальная солидарность   | Министр без портфеля Ливия Турко (ЛД)              | Отсутствует |

### Министры
| Ведомство                                                        | Имя                          | Младшие статс-секретари |
| ---------------------------------------------------------------- | ---------------------------- | --- |
| Министерство иностранных дел                                     | Ламберто Дини (ИО)           | Франко Даниели (Д) Умберто Раньери (ЛД) Рино Серри (ЛД) Аньелло Палумбо (ИНП) — с 30.12.1999                                                              |
| Министерство внутренних дел                                      | Энцо Бьянко (Д)              | Франко Барбери (независимый) Массимо Брутти (ЛД) Омбретта Фумагалли-Карулли (ИО) Северино Лаваньини (ИНП) Альберто Маритати (ЛД)                          |
| Министерство юстиции                                             | Оливьеро Дилиберто (ПИК)     | Джузеппе Аяла (ЛД) Франко Корлеоне (ФЗ) Марианна Ли-Кальци (ИО) Рокко Маджи (Д)                                                                           |
| Министерство казначейства, бюджета и экономического планирования | Джулиано Амато (независимый) | Фердинандо де Франчишис (ИНП) Дино Пьеро Джарда (независимый) (ЛД) Роберто Пинца (ИНП) — до 30.12.1999 Бруно Солароли (ЛД)                                |
| Министерство финансов                                            | Винченцо Виско (ЛД)          | Натале Д’Амико (ИО) Альфьеро Гранди (ЛД) Мауро Фабрис (СДЕ) — до 30.12.1999 Армандо Венето (ИНП) — с 30 декабря 1999                                      |
| Министерство обороны                                             | Серджо Маттарелла (ИНП)      | Паоло Гуэррини (ПИК) Романо Миссервилле (СДЕ) — до 30.12.1999 Роберто Пинца (ИНП) — с 30.12.1999 Джанни Ривера (Д) Массимо Остиллио (СДЕ)                 |
| Министерство общественного просвещения                           | Луиджи Берлингуэр (ЛД)       | Джузеппе Гамбале (Д) Надя Мазини (ЛД) Джованни Полидоро (ИНП) Карло Рокки (ФЗ)                                                                            |
| Министерство общественных работ                                  | Виллер Бордон (Д)            | Антонио Баргоне (независимый) Мауро Фабрис (СДЕ) — с 30.12.1999 Армандо Венето (ИНП) — до 30.12.1999 Джанни Франческо Маттиоли (ФЗ) Сальваторе Ладу (ИНП) |
| Министерство сельскохозяйственной и лесной политики              | Паоло Де Кастро (Д)          | Роберто Боррони (ЛД) Аньелло Ди Нардо (Д) |
| Министерство транспорта и судоходства                            | Пьер Луиджи Берсани (ЛД)     | Джордано Анджелини (ЛД) Лука Данезе (СДЕ) Марио Оккипинти (Д)                                                                                             |
| Министерство связи                                               | Сальваторе Кардинале (СДЕ)   | Винченцо Мария Вита (ЛД) Микеле Лаурия (ИНП) |
| Министерство промышленности, торговли и ремесла                  | Энрико Летта (ИНП)           | Габриэле Чимадоро (Д) Ланфранко Турчи (ЛД) Аньелло Палумбо (ИНП) — до 30.12.1999 Джанфранко Моргандо (ИНП) — с 30.12.1999                                 |
| Министерство труда и социального обеспечения                     | Чезаре Сальви (ЛД)           | Клаудио Карон (ПИК) Адольфо Манис (ИО) Раффаэле Морезе (независимый) Росарио Оливо (ЛД)                                                                   |
| Министерство внешней торговли                                    | Пьеро Фассино (ЛД)           | Сильвия Барбьери (ЛД) Джанфранко Моргандо (ИНП) — до 30.12.1999                                                                                           |
| Министерство здравоохранения                                     | Рози Бинди (ИНП)             | Моника Беттони-Брандани (ЛД) Фабио Ди Капуа (ЛД) Антонио Манджакавалло (ИО)                                                                               |
| Министерство культурного наследия и культурной деятельности      | Джованна Меландри (ЛД)       | Джампаоло Д’Андреа (ИНП) Маретта Скока (СДЕ) Адриана Виньери (ЛД) — до 30.12.1999                                                                         |
| Министерство окружающей среды                                    | Эдоардо Ронки (ФЗ)           | Валерио Кальцолайо (ЛД) Никола Фузилло (ИНП) |
| Министерство университетов и научных исследований                | Ортензио Дзеккино (ИНП)      | Антонио Куффаро (ПИК) Лучано Гуэрцони (ЛД) Винченцо Сика (Д)                                                                                              |